# Raspoutine (film, 1954)
Pour plus de détails, voir Fiche technique et Distribution.
Pour les articles homonymes, voir Raspoutine (film).
Raspoutine est un film franco-italien réalisé par Georges Combret et sorti en 1954.

## Synopsis
Le moujik Raspoutine devient le favori de la cour du tsar de Russie après avoir guéri le fils du tsar. Il a séduit la tsarine, on l'accuse de sorcellerie, et un complot s'organise.

## Fiche technique
- Titre : Raspoutine
- Réalisation : Georges Combret, assisté de Claude Boissol
- Scénario : Claude Boissol
- Costumes : Georges Annenkov
- Photographie : Pierre Petit
- Musique : Paul Durand
- Sociétés de production : Italia Film et Radius Productions
- Pays :  France -  Italie
- Couleurs par eastmancolor
- Langue : français
- Durée : 105 minutes
- Date de sortie : France - 19 juillet 1954
- Affiche : Boris Grinsson (France)

## Distribution
- Pierre Brasseur : Gregory Iefimovich Raspoutine
- Isa Miranda : la tsarine
- Renée Faure
- Milly Vitale
- Jacques Berthier
- Claude Laydu
- Denise Grey
- Micheline Francey
- Michel Etcheverry
- Bruno Balp
- Ky Duyen
- Jany Vallières
- Charles Bouillaud